# یواس‌اس جیرینگ (دی‌دی-۷۱۰)
یواس‌اس جیرینگ (دی‌دی-۷۱۰) (به انگلیسی: USS Gearing (DD-710)) یک کشتی بود که طول آن ۳۹۰٫۶ فوت (۱۱۹٫۱ متر) بود. این کشتی در سال ۱۹۴۵ ساخته شد.